# GP van de Tsjechische Republiek MX2 2006
De Grote Prijs van de Tsjechische Republiek 2006 in de MX2-klasse motorcross werd gehouden op 30 juli 2006 op het circuit van Loket. Het was de elfde Grote Prijs van het wereldkampioenschap
Winnaar werd David Philippaerts die de tweede reeks won en tweede was in reeks één. De winnaar van de eerste reeks, Tyla Rattray, viel in de tweede reeks al vroeg uit. Marc de Reuver reed lange tijd aan de leiding in reeks één, tot Tyla Rattray hem voorbijreed in de vijftiende ronde. De Reuver viel kort daarna en werd pas negende in de eerste reeks. In de tweede reeks was de Reuver ook als snelste gestart maar kon de leiding niet vasthouden; hij werd vierde.

## Uitslag eerste reeks
| Plaats | Naam               | Land |
| ------ | ------------------ | ---- |
| 1      | Tyla Rattray       | RSA  |
| 2      | David Philippaerts | ITA  |
| 3      | Carl Nunn          | GBR  |
| 4      | Alessio Chiodi     | ITA  |
| 5      | Tommy Searle       | GBR  |
| 6      | Christophe Pourcel | FRA  |
| 7      | Gareth Swanepoel   | RSA  |
| 8      | Patrick Caps       | BEL  |
| 9      | Marc de Reuver     | NED  |
| 10     | Matti Seistola     | FIN  |

## Uitslag tweede reeks
| Plaats | Naam               | Land |
| ------ | ------------------ | ---- |
| 1      | Antonio Cairoli    | ITA  |
| 2      | Christophe Pourcel | FRA  |
| 3      | David Philippaerts | ITA  |
| 4      | Marc de Reuver     | NED  |
| 5      | Carl Nunn          | GBR  |
| 6      | Billy Mackenzie    | GER  |
| 7      | Tommy Searle       | GBR  |
| 8      | Sébastien Pourcel  | FRA  |
| 9      | Gareth Swanepoel   | RSA  |
| 10     | Manuel Monni       | ITA  |

## Eindstand Grote Prijs
| Plaats | Naam               | Land | Punten |
| ------ | ------------------ | ---- | ------ |
| 1      | David Philippaerts | ITA  | 42     |
| 2      | Christophe Pourcel | FRA  | 37     |
| 3      | Carl Nunn          | GBR  | 36     |
| 4      | Antonio Cairoli    | ITA  | 35     |
| 5      | Marc de Reuver     | NED  | 30     |
| 6      | Tommy Searle       | GBR  | 30     |
| 7      | Gareth Swanepoel   | RSA  | 26     |
| 8      | Alessio Chiodi     | ITA  | 26     |
| 9      | Tyla Rattray       | RSA  | 25     |
| 10     | Patrick Caps       | BEL  | 22     |

## Tussenstand wereldkampioenschap
| Plaats | Naam               | Land | Punten |
| ------ | ------------------ | ---- | ------ |
| 1      | Christophe Pourcel | FRA  | 416    |
| 2      | Antonio Cairoli    | ITA  | 382    |
| 3      | David Philippaerts | ITA  | 371    |
| 4      | Tyla Rattray       | RSA  | 330    |
| 5      | Marc de Reuver     | NED  | 314    |
| 6      | Carl Nunn          | GBR  | 277    |
| 7      | Tommy Searle       | GBR  | 254    |
| 8      | Billy Mackenzie    | GBR  | 246    |
| 9      | Gareth Swanepoel   | RSA  | 236    |
| 10     | Sébastien Pourcel  | FRA  | 225    |
| 11     | Alessio Chiodi     | ITA  | 211    |
| 12     | Rui Gonçalves      | POR  | 209    |
| 13     | Kenneth Gundersen  | NOR  | 197    |
| 14     | Davide Guarneri    | ITA  | 153    |
| 15     | Manuel Monni       | ITA  | 143    |
| 16     | Luigi Séguy        | FRA  | 94     |
| 17     | Anthony Boissière  | FRA  | 87     |
| 18     | Matti Seistola     | FIN  | 85     |
| 19     | Aigar Leok         | EST  | 77     |
| 20     | Patrick Caps       | BEL  | 68     |